# NGC 5435
NGC 5435 est une paire d'étoiles située dans la constellation de la Vierge. L'astronome allemand Wilhelm Tempel a enregistré la position de cette paire en 1882. Tempel a souvent confondu des systèmes stellaires triples ou doubles avec des nébuleuses en tentant de trouver des compagnes à des galaxies plus brillantes.